# Johann Ernst Bach (1683-1739)
Johann Ernst Bach (Arnstadt, 5 augustus 1683 - aldaar, 21 maart 1739) was een Duitse organist. Hij was een neef van de componist Johann Sebastian Bach.
Johann Ernst werd geboren in Arnstadt als zoon van Johann Christoph Bach (1645-1693), een violist die sinds 1671 als musicus werkte voor het hof en de stad Arnstadt. Johann Christophs tweelingbroer was de in Eisenach woonachtige Johann Ambrosius Bach, vader van Johann Sebastian.
In 1693 overleed Johann Christoph en de tienjarige Johann Ernst moest daardoor verhuizen naar familie in Ohrdruf. Hij ging hier vervolgens naar het stedelijk lyceum. Daar kwam hij al snel in contact met zijn neefje Johann Sebastian, die na het overlijden van zijn vader Johann Ambrosius in 1695 eveneens in Ohrdruf bij familie was ondergebracht. De twee neven raakten goed bevriend met elkaar.
In april 1701 verliet Johann Ernst het lyceum van Arnstadt en vertrok naar Hamburg. Tijdens zijn half jaar durend verblijf daar verdiepte hij zich verder in het orgelspel. Hierna studeerde hij nog in Frankfurt waar hij vervolgens ook een baan kreeg.
Inmiddels was zijn neef Johann Sebastian aangesteld als organist in de Neukirche te Arnstadt. In de winter van 1705-1706 ging Johann Sebastian op reis naar Lübeck om de componist Dietrich Buxtehude te bezoeken en Johann Ernst verving hem in Arnstadt tijdelijk als organist. Een jaar later werd hij als vaste organist aangesteld nadat Johann Sebastian naar een nieuwe aanstelling in Mühlhausen was vertrokken. Overigens kreeg Johann Ernst bij de Neukirche een beduidend lager salaris dan zijn illustere neef daar had ontvangen: hij moest genoegen nemen met minder dan de helft.
In 1728 werd Johann Erst benoemd tot organist van de Onze-Lieve-Vrouwekerk van Arnstadt.